# نيو تيلز فروم ذا بوردرلاندز
نيو تيلز فروم ذا بوردرلاندز (بالإنجليزية: New Tales from the Borderlands) هي لعبة مغامرات قادمة من تطوير شركة جيربوكس سوفتوير ونشر شركة تو كي جيمز، من المقرر صدور اللعبة في أكتوبر 2022 على منصات نينتندو سويتش، بلاي ستيشن 4، بلاي ستيشن 5، مايكروسوفت ويندوز، إكس بوكس ون وإكس بوكس سيريس إكس وسيريس إس.